# Baeodrosophila pallens
Baeodrosophila pallens är en tvåvingeart som beskrevs av Wheeler och Hajimu Takada 1964. Baeodrosophila pallens ingår i släktet Baeodrosophila och familjen daggflugor. Inga underarter finns listade i Catalogue of Life.